# محمد القصبجی

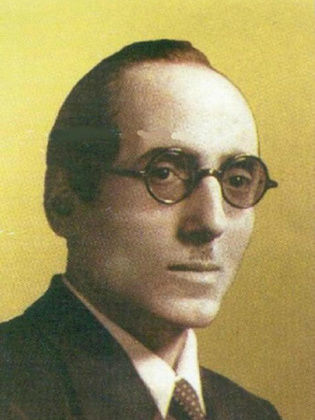
محمد القصبجی

محمد القصبجی (به عربی: محمد القصبجي) (۱ ژانویهٔ ۱۸۹۲ – ۲۵ مارس ۱۹۶۶) شاعر و آهنگساز اهل مصر بود. از او به‌عنوان یکی از پنج شاعر برتر قرن بیستم مصر یاد می‌کنند.